# سوني ألفا 77
أعلنت عنها شركة سوني في 24 أغسطس 2011، وتُعد سوني ألفا 77 هي آلة التصوير الرائدة في نوعية إس إل تي من شركة سوني.